# Rudi Lattner
Rudolf « Rudi » Lattner (né le 20 février 1904 à Dresde, mort le 2 février 1945 en Yougoslavie) est un résistant allemand au nazisme.

## Biographie
Rudi Lattner travaille comme commis de commerce. Pendant son temps libre, il pratique l'alpinisme et est en contact avec la Vereinigte Kletterabteilung (aussi appelée Rote Bergsteiger). La VKA est un groupe de résistance pendant la période du nazisme qui comprend des membres du mouvement ouvrier et des Amis de la nature, particulièrement active dans la Suisse saxonne et dans les monts Métallifères. Lattner chante également en compagnie de Fritz Hoffmann dans le chœur dirigé par Kurt Schlosser. Bien que Lattner n'en soit pas membre, il participe aux actions de résistance illégales de la VKA. Il s'agit essentiellement d'impression de journaux en Tchécoslovaquie et de leur acheminement par le massif gréseux de l'Elbe.
En 1934, Lattner est arrêté par la Gestapo et condamné lors d'un procès collectif (Braunbuchprozess) à cinq ans de maison de correction et à cinq ans d'interdiction des droits civiques. Il purge sa peine dans la prison de Waldheim. Après sa libération, il revoit des camarades de la VKA. En 1941, il est appelé dans un Bewährungsbataillon, la 999e division légère Afrika. En 1943, son unité est transféré dans les Balkans. En février 1945, sa femme reçoit un message du décès de Rudi Lattner. Il n'a jamais été clarifié s'il est tombé sur le front ou fut tué par un commandement d'exécution de l'armée. Son cénotaphe se situe dans le Heidefriedhof à Dresde.